# ستان ستيل
ستان ستيل (بالإنجليزية: Stan Steele)‏ (5 يناير 1937 في المملكة المتحدة - 15 يوليو 2005) هو لاعب كرة قدم بريطاني في مركز الوسط. لعب مع بورت فايل ووست بروميتش ألبيون وEastwood Town F.C. ‏.

## وصلات خارجية
- ستان ستيل على موقع قاعدة بيانات كرة القدم.إي يو (الإنجليزية)